# Jed Whedon
Jed Tucker Whedon est scénariste et musicien. Il vient d'une famille de scénaristes : il est le fils de Tom Whedon, le petit-fils de John Whedon et le frère de Zack et Joss Whedon. 
Il est principalement connu pour être le cocréateur, producteur exécutif et scénariste de la série Agents of S.H.I.E.L.D. avec sa femme Maurissa Tancharoen et son frère Joss Whedon.

## Carrière
Aux côtés de ses deux frères et de sa femme, il a coécrit Dr. Horrible's Sing-Along Blog qui a été salué par le Paley Center for Media et qui a remporté un Emmy Award.
Avant cela, Jed a composé des musiques pour des jeux vidéo et a fait partie d'un groupe de musique qui a été dissous : The Southland.
Avec Felicia Day, il a composé la musique de "(Do You Wanna Date My) Avatar" et a réalisé le clip vidéo.
Avec sa femme, il a également officié en tant que scénariste pour la série Dollhouse créée par son frère ainé, Joss. Ils ont depuis rejoint l'équipe de Spartacus : Le Sang des gladiateurs, cocréée par un ancien scénariste de Mutant Enemy (Steven S. DeKnight), et Drop Dead Diva.

## Récompenses
En 2009, il a gagné le Streamy Award pour le meilleur scénario d'une websérie comique (Best Writing for a Comedy Web Series) pour Dr. Horrible's Sing-Along Blog.